# Musical Madness
Musical Madness by Marcel Woods – dwupłytowy album kompilacyjny zremiksowany przez holenderskiego DJ-a i producenta Marcela Woodsa, wydany 6 października 2008 przez wytwórnię High Contrast.

## Lista utworów
| Lp. | Wykonawca                           | Tytuł                                                     |
| --- | ----------------------------------- | --------------------------------------------------------- |
| CD1 |                                     |                                                           |
| 1.  | Marcel Woods                        | Life Is Like A Box Of Chocolate (Nestlé Mix)              |
| 2.  | M.S.N. Project Feat. Ebony Burks    | Deejay Deejay (Phunk Investigation Across The Tunnel Mix) |
| 3.  | John Dählback                       | It Feels So Good                                          |
| 4.  | Koen Groeneveld                     | Pan Pan                                                   |
| 5.  | Alex Peace                          | From Inside The Speaker (Twocker Mix)                     |
| 6.  | Cliff Coenraad                      | Modulate                                                  |
| 7.  | Lazy Jay                            | Road To Vegas                                             |
| 8.  | Arturo Silvestre                    | Tektuyo (Klubbheads Remix)                                |
| 9.  | Fukumuro Tatsuya                    | I'm Back                                                  |
| 10. | Glockenspiel Feat. Blackfeel Wite   | Anny (Marcus Shossow Remix)                               |
| 11. | Thomas Penton Pres. Stripwalker     | Wackjob (Woods Edit)                                      |
| 12. | Marco Joosten vs EC                 | Offshore                                                  |
| 13. | Tom Wax & Boris Alexander           | Peaktimer                                                 |
| 14. | Memento vs Blaze Feat. Palmer Brown | My Beat (Ste. P Remix)                                    |
| 15. | Ali Payami                          | Pictures                                                  |
| 16. | Marco V & Sander Van Doorn          | Organic                                                   |
| 17. | Marcel Woods                        | Musical Madness (Jonas Stenberg Remix)                    |
| CD2 |                                     |                                                           |
| 1.  | Wippenberg                          | Chakalaka                                                 |
| 2.  | Lazy Jay                            | Tokyo Speedway                                            |
| 3.  | Joop                                | 3008 (DJ Preach Filler Mix)                               |
| 4.  | Tyla Durden                         | Paper Warrior (Algoritmika Remix)                         |
| 5.  | Marcel Woods                        | Beautiful Mind 2008                                       |
| 6.  | Andy Duguid Feat. Leah              | Wasted                                                    |
| 7.  | Miss Melody                         | Ibiza (Artento Divine Re-Edit)                            |
| 8.  | Jonas Stenberg                      | Works                                                     |
| 9.  | Marcel Woods                        | Musical Madness (Take One)                                |
| 10. | Marcel Woods                        | High 5                                                    |
| 11. | Off key                             | Loop me Up                                                |
| 12. | Ali Wilson                          | Shake Down (Original Mix)                                 |
| 13. | Jonas Stenberg                      | Enhancer                                                  |
| 14. | Marco V                             | Simulated (Jonas Stenberg)                                |
| 15. | Marcel Woods                        | Avalon (Sensation Mix)                                    |
| 16. | Mauro Picotto vs Papini             | Gonna Get Ya (Marcel Woods Remix)                         |